# Устя (притока Горині)
У́стя (давні назви — Осъвица, Оствица) — річка в Україні, в межах Рівненського району Рівненської області, ліва притока Горині (басейн Прип'яті).

## Опис
Довжина 68 км. Площа водозбірного басейну 762 км². Похил річки 1,6 м/км. Долина коритоподібна, має чіткі обриси, завширшки до 4 км, завглибшки до 60 м. Заплава двостороння, завширшки до 1—1,2 км, є заболочені ділянки. Річище звивисте, завширшки 25 м, в серединій течії 8 м, завглибшки 1,6 м, подекуди спрямоване. Створені штучні водойми, осушувальні системи. Використовується у побутовому та промисловому водопостачанні, рибництві. Береги річки похилі.

## Географія
Річка Устя бере початок з джерел на північних схилах Мізоцького кряжу, біля села Дермань Перший. Тече переважно на північ, у пониззі на північний захід/північ. Впадає до Горині при північно-східній частині смт Оржів.

## Історія та етимологія
Найдавніші з відомих згадок про річку Устю належать до 1495, та 1572 років, і носила вона назву руською (староукраїнською) мовою — Осъвица (суч. укр. – Освиця). На зламі XVIII та ХІХ століття, під впливом іншої мови, її назва видозмінилася в — Оствица, а ще згодом, скоротилася в сучасну — Устя.
Староукраїнська назва – "Освиця", походить від поширеного давньослов‘янського кореня -ос. В сучасних слов‘янських країнах, Польщі, Україні та Білорусі, які були в складі Речі Посполитої, є чимало населених пунктів з назвою Осова. В Білорусі досі є мала річка з назвою Освиця (біл. – Асвіца), яка так само, як і Устя входить до басейну Прип‘яті. Також у XVI столітті в багатьох волинських і поліських селах згадуються урочища з назвою Осова Лоза. Оскільки давньослов‘янський словниковий ресурс практично втрачено з плином часу, то навряд чи вдасться точно встановити етимологію назви – "Освиця". 

## Релігійні споруди на березі Усті
На острові, що омивається річкою Устею, біля села Городок, що за 10 км від Рівного, розташована церква Святого Миколая, яка є пам'яткою архітектури 1740 року. У місті Рівному, на березі річки Усті розташований собор Святого Миколая Чудотворця.

## Забруднення
У зв'язку зі штучним розширенням та зміною русла в міській зоні Рівного, спочатку в часи Польської республіки, а згодом в часи СРСР, зменшенням через це швидкості течії, Устя з часом стала найзабрудненішою річкою Рівненської області. Відповідно через її низьку пропускну здатність, забруднення водної артерії Рівного викликала й ціла низка наступних факторів: змиви з доріг та полів, скиди підприємств, неорганізовані скиди, тощо.

## Притоки
- Швидівка
- Безодня
- Річка без назви[3] — права притока. Бере початок на північно-східній околиці села Верхів. Тече переважно на північний захід через В'юні́вщину, Миротин і біля села Загребля впадає в Устю. Населені пункти вздовж берегової смуги: Шлях, Завидів. Річка повністю каналізована.

## Населені пункти

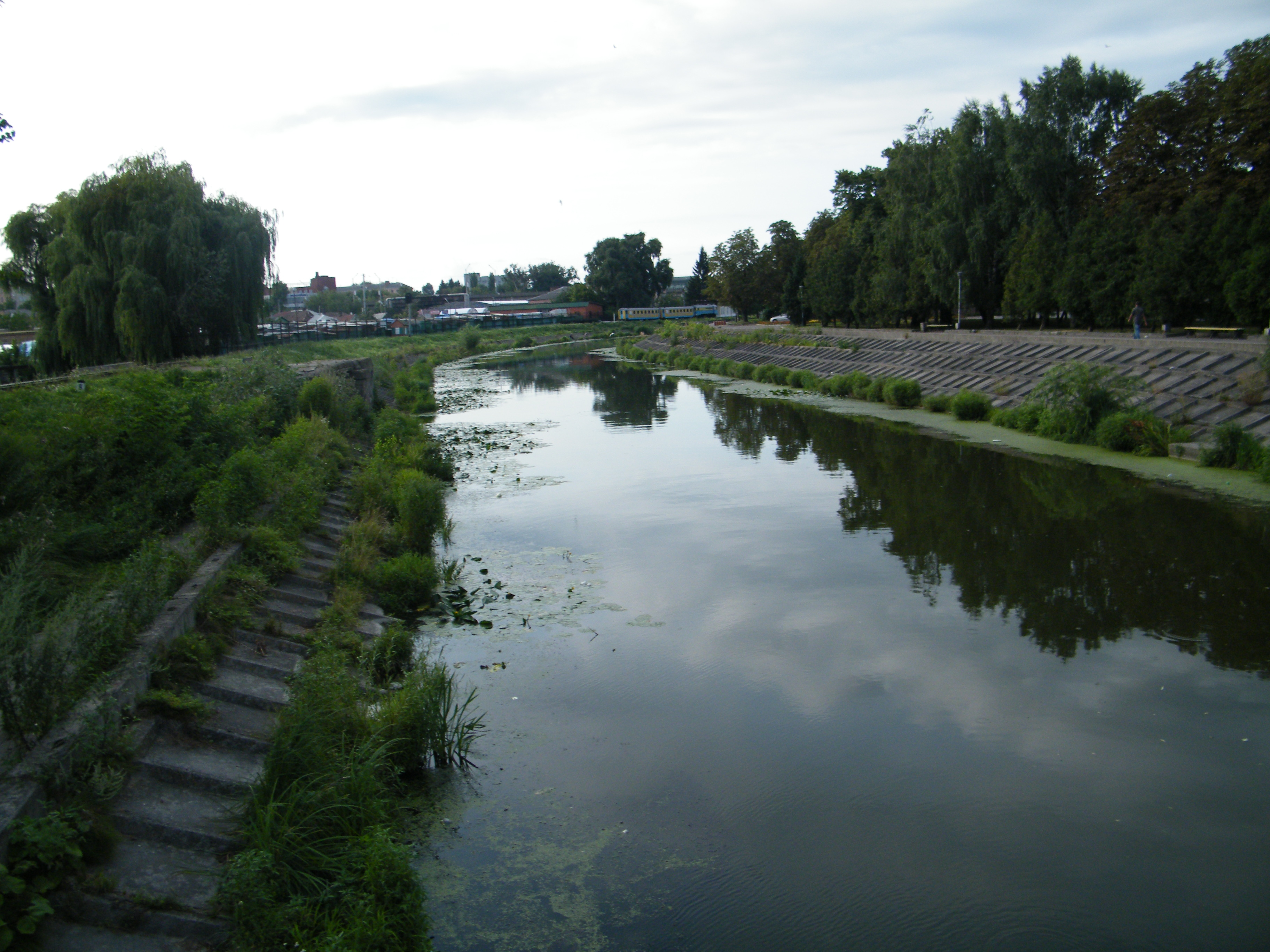
Річка у місті Рівне

Тече через 20 населених пунктів. Над Устею розташовані міста Рівне, Здолбунів, смт Квасилів та Оржів.